# Ochre Court
Ochre Court è una vasta residenza in stile châteauesque situata a Newport, Rhode Island, Stati Uniti. Commissionata da Ogden Goelet, fu costruita nel 1892 con un costo di 4,5 milioni di dollari. È la seconda dimora più grande di Newport dopo la vicina The Breakers. Queste due residenze, insieme a Belcourt Castle (la terza per dimensioni) e Marble House, furono progettate dall’architetto Richard Morris Hunt. Attualmente appartiene alla Salve Regina University.

## Storia
La famiglia Goelet fu una dinastia americana cresciuta da umili attività commerciali del XVIII secolo fino a trasformarsi in un impero di investimenti nel XIX secolo. Ogden Goelet fu banchiere, investitore immobiliare e appassionato velista competitivo. Sua moglie, Mary Wilson Goelet, gestiva le attività di Ochre Court durante la consueta stagione estiva di otto settimane. Tale organizzazione richiedeva generalmente ventisette domestici, otto cocchieri e stallieri, e dodici giardinieri.
Richard Morris Hunt progettò Ochre Court, ispirandosi ai castelli della Valle della Loira in Francia. L’edificio è realizzato nello stile architettonico Luigi XIII, caratterizzato da tetti alti, torrette, comignoli imponenti e abbaini elaborati. La decorazione sontuosa è visibile dentro e fuori, con affreschi classici sui soffitti, stemmi araldici, emblemi scolpiti, statue e una profusione di vetrate colorate.
La figlia dei Goelet, May, sposò Henry Innes-Ker, VIII duca di Roxburghe, portando con sé una dote di 8 milioni di dollari. Il loro figlio, Robert Goelet IV, fu un uomo d’affari con interessi nelle ferrovie americane, negli hotel e nel settore immobiliare. Robert donò Ochre Court alle Suore della misericordia nel 1947.

## Nella cultura popolare
La facciata esterna di questa residenza è stata utilizzata nel film True Lies per rappresentare la villa svizzera in cui Arnold Schwarzenegger penetra e da cui poi fugge nella sequenza iniziale.
Nel videogioco Payday 2, l’architettura della Shacklethorne Mansion, una residenza fittizia che ospita il colpo della Shacklethorne Auction, è ispirata al retro di Ochre Court. L’asta Shacklethorne non si svolge a Newport, ma a Salem, Massachusetts.
L'esterno e l'interno della villa sono stati utilizzati come location per le riprese della terza stagione della serie The Gilded Age. Ochre Court ha rappresentato il castello immaginario di Sidmouth.

## Galleria

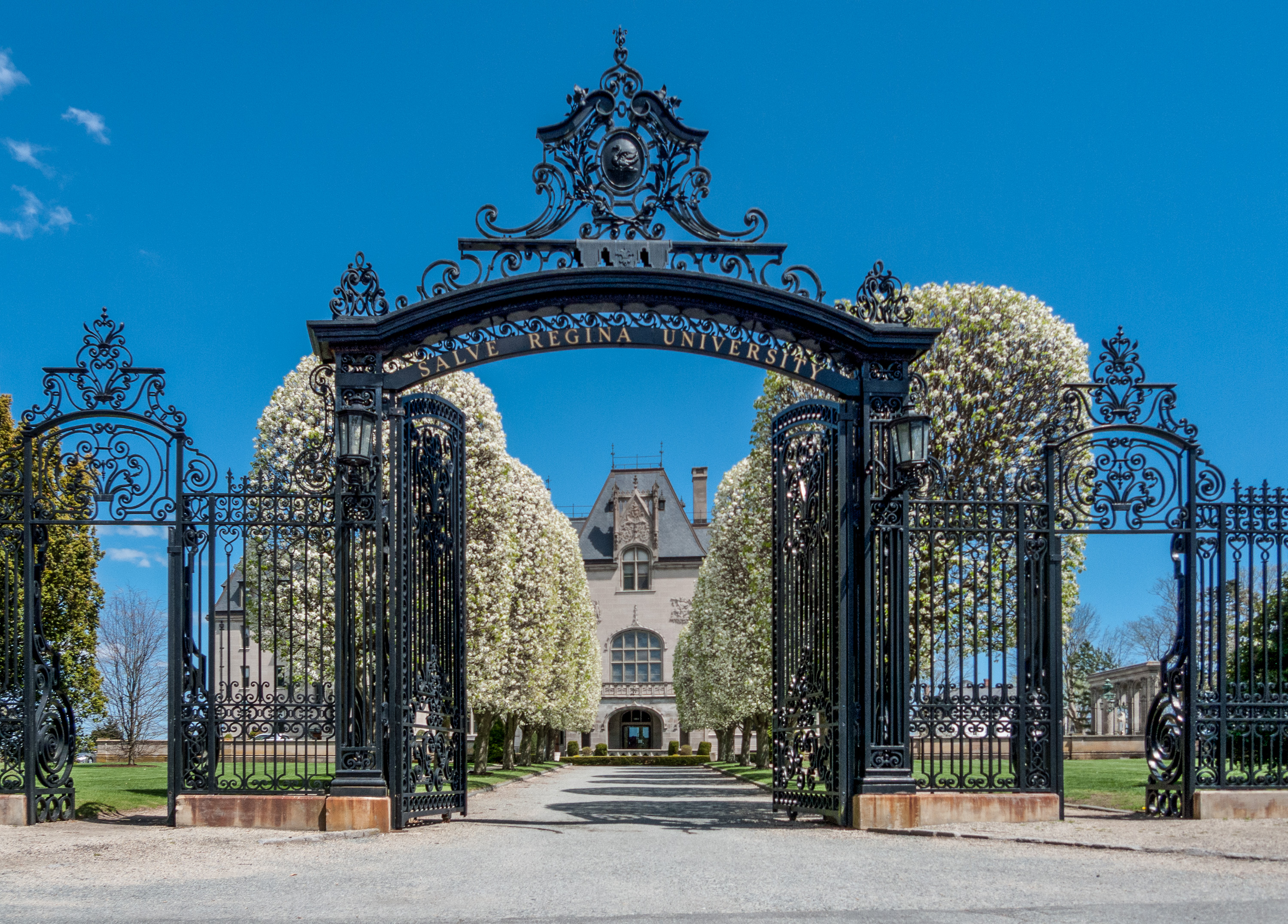
I cancelli della Salve Regina University incorniciano il vialetto d’ingresso dell’edificio
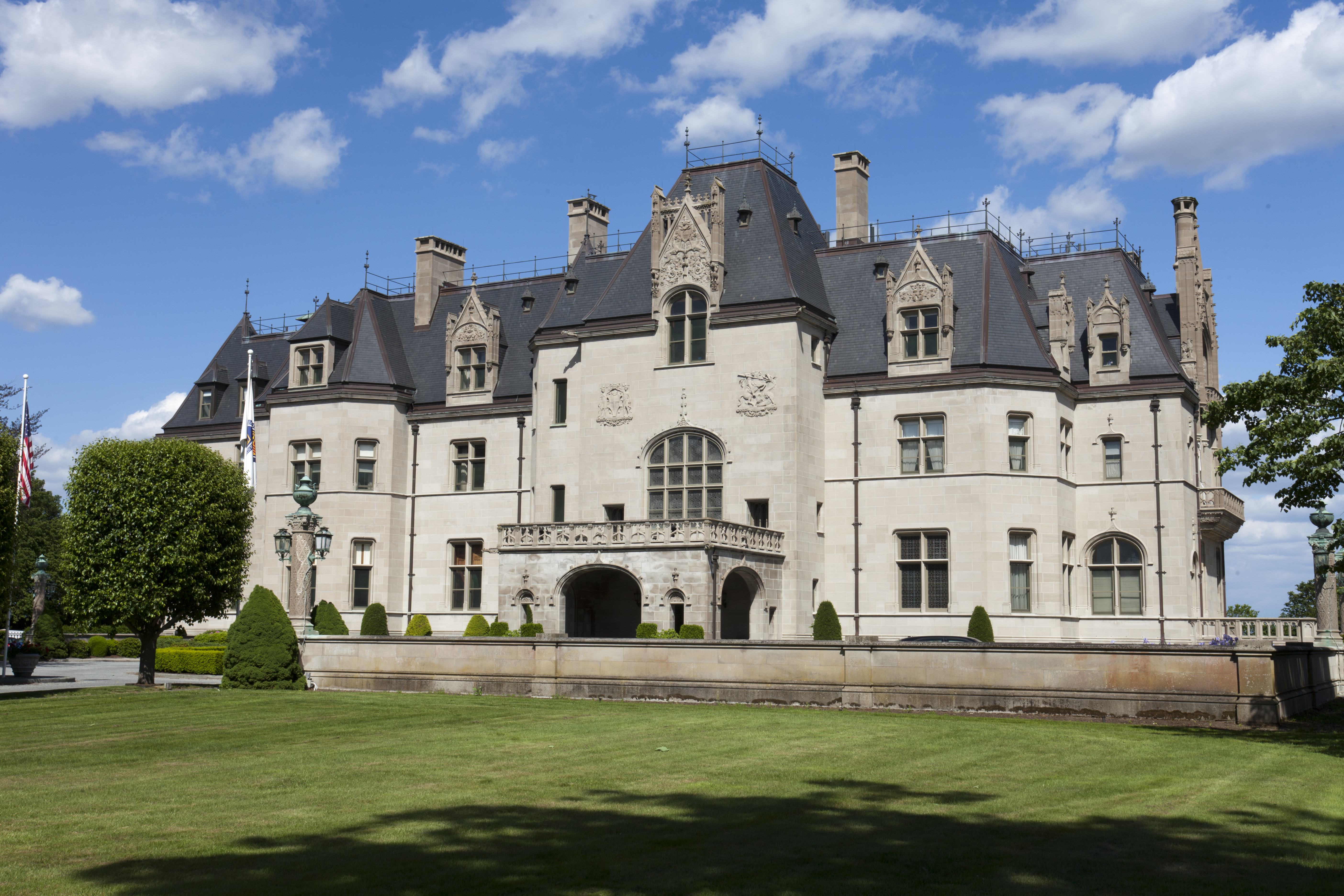
Prospetto principale
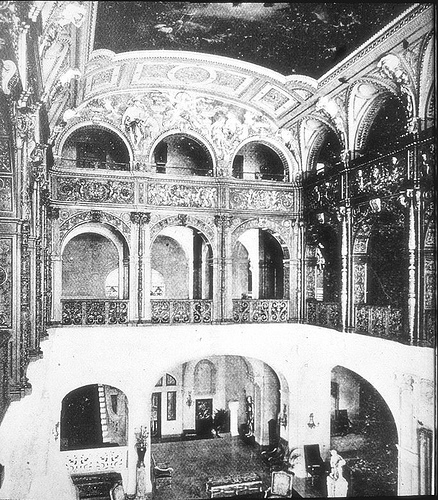
Sala principale (1888)